# Klaus Töpfer
Klaus Töpfer (ur. 29 lipca 1938 w Wałbrzychu, zm. 8 czerwca 2024 w Monachium) – niemiecki polityk, ekonomista i nauczyciel akademicki, deputowany do Bundestagu, w latach 1987–1994 minister środowiska, ochrony przyrody i bezpieczeństwa reaktorów atomowych, a w latach 1994–1998 minister zagospodarowania przestrzennego, budownictwa i rozwoju miast, od 1998 do 2008 dyrektor wykonawczy Programu Środowiskowego Organizacji Narodów Zjednoczonych (UNEP).

## Życiorys
W 1959 uzyskał maturę w Höxter, po czym odbył służbę wojskową. Studiował następnie ekonomię na uniwersytetach w Moguncji, Frankfurcie nad Menem i Münster. W 1968 doktoryzował się na Westfalskim Uniwersytecie Wilhelma w Münster, na którym od 1965 pracował jako nauczyciel akademicki, zajmując się zagadnieniami z zakresu planowania przestrzennego. Wykładał także na innych uczelniach krajowych i zagranicznych, udzielał się jako ekspert do spraw rozwoju m.in. w Egipcie i Brazylii. W latach 1971–1978 kierował wydziałem planowania i informacji w kancelarii premiera Saary, po czym przez rok wykładał na Uniwersytecie Gottfrieda Wilhelma Leibniza w Hanowerze.
W międzyczasie w 1972 dołączył do Unii Chrześcijańsko-Demokratycznej. Kierował organizacjami partyjnymi na poziomie powiatu, a w latach 1990–1995 był przewodniczącym CDU w Saarze. W latach 1989–1998 wchodził w skład zarządu federalnego, od 1992 był członkiem prezydium. W latach 1978–1985 pełnił funkcję sekretarza stanu w resorcie spraw społecznych, zdrowia i środowiska w rządzie Nadrenii-Palatynatu. Następnie do 1987 był członkiem rządu tego kraju związkowego, kierując w nim ministerstwem środowiska i zdrowia.
W maju 1987 został mianowany ministrem środowiska, ochrony przyrody i bezpieczeństwa reaktorów atomowych w rządzie Helmuta Kohla. Urząd ten sprawował do listopada 1994, po czym w kolejnym gabinecie tego kanclerza objął stanowisko ministra zagospodarowania przestrzennego, budownictwa i rozwoju miast. W międzyczasie w 1990 uzyskał mandat posła do Bundestagu, który utrzymał także w wyborach w 1994. W styczniu 1998 odszedł z niemieckiego rządu w związku z nominacją na dyrektora wykonawczego UNEP (w randze zastępcy sekretarza generalnego Organizacji Narodów Zjednoczonych). W czerwcu 2006 roku zastąpił go na tym stanowisku Achim Steiner.
W 2007 powrócił do działalności akademickiej. W 2009 został dyrektorem nowo założonego instytutu badawczego Institute for Advanced Sustainability Studies. Powołany m.in. w skład rady doradczej Niemieckiej Fundacji Ludność Świata oraz rady doradczej Holcim Foundation.